# Ammotrechella jutisi
Ammotrechella jutisi är en spindeldjursart som beskrevs av Armas och Rolando Teruel 2005. Ammotrechella jutisi ingår i släktet Ammotrechella och familjen Ammotrechidae. Inga underarter finns listade i Catalogue of Life.